# Laurentius Willem Chatrou
Laurentius Willem Chatrou (Lars Willem Chatrou) (1966) es un botánico holandés.
Se desempeña como investigador principal en las Universidad de Utrecht y en la Universidad de Wageningen. Es especialista en la familia botánica de las Annonaceaem con trabajos sobre su ADN.

## Algunas publicaciones
- j. de carvalho Lopes, l.w. Chatrou, r. de Mello-Silva. 2014. Ephedranthus dimerus (Annonaceae), a new species from the Atlantic Forest of Brazil, with a key to the species of Ephedranthus. Brittonia 66 (2014)1. - ISSN 0007-196X - p. 70 - 74

- t. Chaowaski, d.c. Thomas, r.w.j.m. van der Ham, e.f. Smets, j.b. Mols, l.w. Chatrou. 2014. A Plastid DNA Phylogeny of tribe miliuseae: Insights into relationships and character evolution in one of the most recalcitrant major clades of Annonaceae. Am. J. of Botany 101 - ISSN 0002-9122 - p. 691 - 709

- La abreviatura «Chatrou» se emplea para indicar a Laurentius Willem Chatrou como autoridad en la descripción y clasificación científica de los vegetales.[1]

## Fuente
- Biografía y publicaciones